# Station Dörpen
Station Dörpen (Bahnhof Dörpen) is een spoorwegstation in het Duitse dorp Dörpen, in de deelstaat Nedersaksen. Het station ligt aan de spoorlijn Hamm - Emden.
Het station telt 2 perronsporen die vanaf het station bereikbaar waren. Aan de andere zijde van het spoor tegenover het station ligt een overslagterrein.
In juni 2014 zijn de deelstaat Nedersaksen en de Deutsche Bahn AG begonnen met de bouw van een nieuw station aan de „Neudörpener Straße“. Dit station werd op 1 juli 2015 geopend.

## Treinverbindingen
De volgende treinserie doet station Dörpen aan:
| Serie | Treinsoort                       | Route | Bijzonderheden                                           |
| ----- | -------------------------------- | --- | -------------------------------------------------------- |
| RE 15 | Regional-Express (Westfalenbahn) | (Emden Außenhafen – ) Emden Hbf – Leer (Ostfriesl) – Papenburg (Ems) – Dörpen – Meppen – Lingen (Ems) – Rheine – Münster (Westf) Hbf | Emsland-Express Enkele treinen van/naar Emden Außenhafen |